# Matías Almeyda
Matías Jesús Almeyda (Azul, 21 december 1973) is een Argentijns voormalig voetballer en huidig trainer van Sevilla. Hij speelde als middenvelder en beëindigde zijn loopbaan in 2011 bij de Argentijnse club River Plate. Nadien stapte hij het trainersvak in. Hij speelde onder meer in Spanje, Noorwegen en Italië.

## Interlandcarrière
Almeyda, bijgenaamd El Pelado, speelde 35 officiële interlands (een doelpunt) voor zijn vaderland Argentinië in de periode 1996–2003. Onder leiding van bondscoach Daniel Passarella behaalde Almeyda met Argentinië onder 23 de zilveren medaille op de Olympische Zomerspelen van 1996 in Atlanta.

## Erelijst

### Als speler
River Plate
- Primera División: 1993 Apertura, 1994 Apertura, 1996 Apertura
- CONMEBOL Libertadores: 1996

 Lazio
- Serie A: 1999/00
- Coppa Italia: 1997/98, 1999/00
- Supercoppa Italiana: 1998
- UEFA Cup Winners' Cup: 1998/99
- UEFA Super Cup: 1999

 Parma
- Coppa Italia: 2001/02

### Individueel als speler
- Guerin d'Oro (uitgereikt aan de beste voetballer van de Serie A): 1998/99

### Als trainer
River Plate
- Primera B Nacional: 2011/12

 Banfield
- Primera B Nacional: 2013/14

 Guadalajara
- Liga MX: 2017 Clausura
- Copa MX: 2015 Apertura, 2017 Clausura
- Supercopa MX: 2016
- CONCACAF Champions League: 2018

 AEK Athene
- Super League: 2022/23
- Beker van Griekenland: 2022/23

### Individueel als trainer
- Primera B Nacional – Trainer van het Jaar: 2011/12, 2013/14
- Liga MX – Best XI Manager: Clausura 2017
- Liga MX – Trainer van het Seizoen: 2016/17
- CONCACAF – Men's Football Coach of the Year: 2018